# Hydrocyphon sagaingensis
Hydrocyphon sagaingensis es una especie de coleóptero de la familia Scirtidae.

## Distribución geográfica
Habita en Birmania.